# Ivette María Tato
Ivette María Tato (Barcelona, España, 27 de julio de 1975) es un nadadora retirada especializada en pruebas de estilo espalda. Fue medalla de bronce durante el Campeonato Mundial de Natación en Piscina Corta de 1995 en la prueba de 100 metros espalda.
Representó a España en los Juegos Olímpicos de Atlanta 1996 y Sídney 2000.

## Palmarés internacional
| Campeonato Mundial de Natación en Piscina Corta | Campeonato Mundial de Natación en Piscina Corta | Campeonato Mundial de Natación en Piscina Corta | Campeonato Mundial de Natación en Piscina Corta |
| Año                                             | Lugar                                           | Medalla                                         | Prueba                                          |
| ----------------------------------------------- | ----------------------------------------------- | ----------------------------------------------- | ----------------------------------------------- |
| 1995                                            | Río de Janeiro (Brasil)                         | Medalla de bronce                               | 100 m espalda                                   |
| Campeonato Europeo de Natación                  |                                                 |                                                 |                                                 |
| Año                                             | Lugar                                           | Medalla                                         | Prueba                                          |
| 1995                                            | Viena (Austria)                                 | Medalla de bronce                               | 4 × 100 m estilos                               |